# Edizioni Centro Studi Erickson
Edizioni Centro Studi Erickson è una casa editrice e centro di formazione italiano con sede a Trento che si occupa principalmente di educazione, psicologia, didattica, lavoro sociale e welfare. Si caratterizza per una produzione editoriale particolarmente abbondante, anche nell'editoria scolastica, tale da essere un grande editore ai sensi ISTAT: ha superato i 50 volumi/anno nella maggior parte degli anni dal 1992 al 2017.

## Storia
Le Edizioni Centro Studi Erickson sono state fondate nel 1984 a Trento dagli psicologi Dario Ianes e Fabio Folgheraiter. 
Nel 1977, sull'onda del movimento progressista che percorre il territorio nazionale, il Governo italiano promulga la legge 517  che sancisce il diritto all'istruzione e all'educazione nelle sezioni e classi comuni per tutte le persone in situazione di handicap, precisando che “l'esercizio di tale diritto non può essere impedito da difficoltà di apprendimento né da altre difficoltà derivanti dalle disabilità connesse all'handicap”. Sarà la prima di numerose leggi (la più famosa delle quali è la legge 104 del 1992) che favoriranno la vita delle persone con disabilità all'interno delle scuole dell'obbligo, e successivamente dell'università e del mondo lavorativo. Per affrontare al meglio queste novità viene fondato un Centro Studi orientato alla ricerca e allo sviluppo di idee, che organizzi corsi di formazione e che pubblichi anche autonomamente le novità culturali sul tema .
II nome scelto per intitolare il Centro è quello di Milton Erickson, tra i più importanti psicoterapeuti e ipnoterapeuti del Novecento: segnato da un'importante disabilità, riuscì ad affermarsi lavorativamente e dedicò la sua vita agli altri . Il primo libro pubblicato, nel 1985, è La valutazione iniziale delle abilità dell’handicappato scritto dallo stesso Ianes .
Nel 2017 la casa editrice vince per la prima volta il Premio BELMA (Best European Learning Materials Award) organizzato dalla Fiera del libro di Francoforte; il premio viene vinto anche nei sette anni successivi .
Dopo 40 anni di attività, nel catalogo 2024 risultano 200 opere tradotte in 28 lingue diverse, in 40 paesi del mondo .
Il fatturato, costante negli ultimi anni e pari a quasi 20 milioni di euro (con 120 dipendenti), colloca le Edizioni Erickson tra le prime 25 case editrici italiane .
La casa editrice gestisce anche una libreria in Trento e una a Roma aperta nel 2018 .

## Editoria
Le Edizioni Centro Studi Erickson si occupano di didattica, educazione, psicologia e lavoro sociale attraverso la produzione di libri, riviste scientifiche specializzate, test e strumenti di valutazione, software, strumenti compensativi, servizi multimediali online, strumenti didattici per la LIM – Lavagna Interattiva Multimediale, ecc. Il catalogo comprende più di 2000 titoli che toccano vari temi/argomenti: difficoltà e disturbi specifici di apprendimento (DSA), didattica per il recupero, il sostegno e il potenziamento (anche per i casi di dislessia, disgrafia, disortografia e discalculia), integrazione delle persone con disabilità, inclusione scolastica, problematiche adolescenziali, psicologia (scolastica, applicata, clinica) e lavoro sociale/welfare. Tra gli autori stranieri pubblicati da Erickson si ricordano: Zygmunt Bauman, Edgar Morin, Albert Bandura, Temple Grandin, Simon Baron-Cohen, Robert J. Sternberg, Edward De Bono, Howard Gardner, Ivan Illich, Hans Asperger. Tra gli italiani: Andrea Canevaro, Tullio De Mauro, Massimo Recalcati, Michela Marzano, Monica Pittis, Camillo Bortolato.

### Erickson e la Classificazione Internazionale ICF (OMS)
Le Edizioni Centro Studi Erickson sono l'Editore italiano ufficiale della International Classification of Functioning, Disability and Health Classificazione ICF/Classificazione Internazionale del Funzionamento, della Disabilità e della Salute (2002) e della Classificazione ICF-CY/Classificazione Internazionale del Funzionamento, della Disabilità e della Salute – versione per bambini e adolescenti (2007) dell'Organizzazione mondiale della sanità.

### Il Margine
Nel 2021 il Centro Studi Erickson rileva la casa editrice Il Margine, che diventa il marchio di riferimento per la saggistica divulgativa e la narrativa. Le prime pubblicazioni arrivano in libreria a maggio 2021 e includono sia autori classici che moderni e contemporanei.